# 구철회
구철회(具喆會, 1915년 7월 26일 ~ 1965년 1월 27일 )는 언론인 출신의 대한민국 정치인이다. 제4대 국회의원을 지냈다.

## 약력
- 일본 주오 대학 예과 졸업
- 일본 릿쿄 대학 문학부 수료
- 한성일보 정경부장
- 정계춘추·국제뉴스 사장
- 자유신문 상무취체역
- 민주당 중앙위원·선전부차장

## 역대 선거 결과
|  | 17.72% |

|  | 35.39% |

|  | 53.89% |

|  | 9.12% |

|  | 5.10% |